# Яковлев, Вадим Иванович
Вади́м Ива́нович Я́ковлев (род. 5 января 1947, Молотов) — российский историк математики и механики, доктор физико-математических наук, заслуженный профессор Пермского университета, декан механико-математического факультета ПГУ (ПГНИУ) (2004-2014), заведующий кафедрами процессов управления и информационной безопасности (2011—2016), механики и математического моделирования ПГНИУ (2017—2019) ПГНИУ, член Национального комитета по теоретической и прикладной механике РАН, член учебно-методического совета по математике и механике при Министерстве образования и науки РФ, действительный член РАЕ, член European Academy of Natural History (Великобритания).

## Биография
В 1970 году с отличием окончил механико-математический факультет ПГУ, в 1973 году защитил в ЛГУ кандидатскую диссертацию «Качественный анализ игры погони в ограниченной области».
1973—1983 годах работал в Магнитогорском горно-металлургическом институте, Пермском сельскохозяйственном институте, Алжирском институте гидротехники и мелиорации (IHB).
С 1977 года — доцент, с 2001 года — профессор.
С 1986 по 2004 годы — зам. зав. кафедрой механики и процессов управления механико-математического факультета ПГУ (ПГНИУ).
В 2000 году в Институте истории естествознания и техники РАН (Москва) защитил докторскую диссертацию «Предыстория аналитической механики».
Член учёного совета механико-математического факультета (1986—2019), член учёного совета университета (2002—2014), член докторского диссертационного совета (2004—2008).
С 2004 по 2014 годы — декан механико-математического факультета ПГУ (ПГНИУ).
С 2011 года — заведующий кафедрой процессов управления и информационной безопасности ПГУ (ПГНИУ).
С 2017 по 2019 год — заведующий кафедрой механики и математического моделирования, с 2019 года — профессор кафедры вычислительной и экспериментальной механики ПГНИУ.
В 2015 году Учёным советом ПГНИУ присвоено звание "Заслуженный профессор Пермского университета..

## Роль в развитии механико-математического факультета ПермГУ
- 33 года был членом ученого совета факультета. Разработал новые учебные курсы «История и методология механики», «История математических наук», «Аналитическая механика», «Теория устойчивости движения».
- В период работы В. И. Яковлева в должности декана механико-математического факультета (2004—2014) были открыты два новых направления подготовки («компьютерная безопасность» и «информационные технологии»), ставшие самыми популярными на факультете.
- Появились кафедры «Информационных технологий», «Процессов управления и информационной безопасности», «Фундаментальной математики», лаборатория компьютерной безопасности, начал работу «Компьютерный центр ММФ» (в 2008 г. вычислительный центр ПГУ преобразован в КЦ ММФ).
- Студенты-программисты факультета дважды становились победителями Чемпионатов мира по программированию (2004 — золотые медали, 2013 — бронзовые), студенты — механики неоднократно становились призёрами всероссийских и краевых олимпиад по теоретической механике, 16 студентов были победителя краевого конкурса «Умник».
- Были изданы статьи, книги, снят фильм об истории мехмата, организовано «Общество выпускников мехмата».
- Регулярно проводились международные (в том числе студенческие) научные конференции.
- Впервые две делегации факультета побывали в университете г. Рединга (Великобритания); по итогам этих поездок был выигран грант по программе «Бридж», позволивший укрепить связи с этим университетом и нескольким магистрам мехмата получить дипломы магистров этого английского университета.
- На факультете появилось несколько новых докторов и кандидатов наук.
- Укрепились контакты с ИМСС РАН, ПНИПУ, ПГГПУ и другими вузами Перми, с промышленными предприятиями, гимназиями, лицеями и школами Пермского края.
- Было налажено регулярное издание научного журнала «Вестник ПГУ. Математика, механика, информатика», научно-популярного журнала «Живая математика».
- 12 преподавателей были награждены государственными и министерскими наградами («Заслуженный работник высшей школы РФ», «Почетный работник высшего профессионального образования РФ», благодарственными грамотами)[4].

## Избранные работы
В. И. Яковлев — автор более 300 публикаций, в том числе 25 книг (учебных пособий, монографий) по теоретической механике и истории физико-математических наук.
- Яковлев В. И. История классической механики. Пермь: изд. ПГУ, 1990,100 с.
- Яковлев В. И.  Математические модели классической механики. — Пермь: Изд-во Пермского ун-та, 1995. — 188 с. — ISBN 5-8241-0023-3. (Учебное пособие для вузов с грифом Государственного комитета РФ по высшему образованию).
- Яковлев В. И., Карпова В. И.  Очерк истории теоретической механики. — Пермь: Изд-во Пермского ун-та, 1996. — 122 с. — ISBN 5-230-11822-9. (Учебное пособие для вузов с грифом Государственного комитета РФ по высшему образованию).
- Яковлев В. И., Маланин В. В., Гилев И. В., Карпова В. И.  Из истории механики XVIII–XIX веков. — Пермь: Изд-во Пермского ун-та, 1998. — 132 с. (Учебное пособие для вузов с грифом Минобразования РФ).
- Бугаенко Г. А., Маланин В. В., Яковлев В. И.  Основы классической механики. — М.: Высшая школа, 1999. — 366 с. — ISBN 5-06-003587-5. (Учебное пособие с грифом Минобразования).
- Яковлев В. И., Чиненова В. Н. Вклад П. Вариньона в науку о движении тел // Исследования по истории физики и механики,1998-1999. М.: Наука, 2000.
- Яковлев В. И. Г. В. Лейбниц и основы классической механики // Лейбниц Г. В. Сочинения по механике. М., Ижевск: изд. РХД, 2001. 15 с.
- Yakovlev V. I. P. Varignon and his contribution in mechanics // History of Modern Physics. V.XIV. Belgium, Brepols Publishers, 2002. 12 р.
- Яковлев В. И.  Предыстория аналитической механики. — М., Ижевск: НИЦ «Регулярная и хаотическая динамика», 2001. — 328 с. — ISBN 5-93972-063-3.
- Яковлев В. И.  Начала аналитической механики. — Ижевск: Институт компьютерных исследований, 2002. — 352 с. — ISBN 5-93972-166-4.
- Яковлев В. И.  Начала механики. 3-е изд. — Ижевск: Институт компьютерных исследований, 2005. — 352 с. — ISBN 5-93972-453-1.
- Яковлев В. И.  Математические начала. — Ижевск: НИЦ «Регулярная и хаотическая динамика», 2005. — 224 с. — ISBN 5-93972-452-3.
- Яковлев В. И. Механики Франции XVIII века // История науки и техники. № 10. 2006. 6 с.
- Yakovlev V. I. Leonhard Euler and the foundations of mechanics // Euler Reconsidered. Tercentenary essays. Kendrick Press, Inc., Heber City, USA, 2007, 12 p.
- Levkovsky P. E.,·Yakovlev V. I. Charles Bossut, an Outstanding French Mechanic and Mathematician of the XVIII century // XXIII International Congress of History of Science and Technology, Budapest, Hungary, 28.07.-02.08.2009.
- Яковлев В. И., Малых А. Е. Исследования по истории физико-математических наук в Перми // Вестник ПНЦ УрО РАН, № 4, 2009, 14 с.
- Тарунин Е. Л., Яковлев В. И.  Мысли о науке и жизни. — Пермь: Изд-во Пермского ун-та, 2011. — 362 с. — ISBN 978–5–7944–1624–4. Архивировано 13 марта 2014 года.
- Яковлев В. И. К столетию математического образования в Пермском университете // Вестник ПГНИУ. Математика. Механика. Информатика. Вып.3(34), 2016, с. 129—142.
- Яковлев В. И., Бугаенко Г. А., Маланин В. В. Механика // М.: Юрайт. 2016, 368 с. (Учебник для вузов).
- Яковлев В. И., Половицкий Я. Д., Тарунин Е. Л. Научные школы механико-математического факультета Пермского университета // Вестник Пермского университета. Математика. Механика. Информатика. № 1(36) 2017. С. 55-64.
- Остапенко Е. Н., Яковлев В. И. Владимир Владимирович Маланин (к 75-летию со дня рождения) // Вестник Пермского университета. Математика. Механика. Информатика. № 3(38) 2017. С. 98-108.
- Остапенко Е. Н., Яковлев В. И. История и методология механики. Часть 1. Механика и математика древнего мира. Пермь, 2018. 124 с.  Часть 2. Механика и математика Средневековья. Пермь, 2018. 134 с.  Часть 3. Основы классической механики. Пермь, 2019. 218 с.  Часть 4. Развитие механики в XVIII—XIX веках. Пермь, 2019. 334 с.

## Награды и звания
- Соросовский профессор, 1999, 2000.
- Лауреат научной премии ПГУ, 2001.
- Заслуженный работник высшей школы Российской Федерации, 2003.
- Заслуженный деятель науки и образования РАЕ, 2006.
- Заслуженный профессор Пермского университета, 2015[5].
- Ветеран труда.
- Медаль им. В. И. Вернадского.
- Медаль им. Г. В. Лейбница (РАЕ).
- Медаль им. Л. Эйлера «За заслуги».
- Награждён несколькими почётными грамотами.